# 再會歡樂今宵
《再會歡樂今宵》是香港無綫電視為慶祝其啟播40周年而製作的一個懷舊綜藝節目，2007年10月22日至11月16日於翡翠台播出，並由汪明荃、鄭裕玲及崔建邦主持。
據負責製作《再會歡樂今宵》的無綫電視監製林嘉穎指，為配合時代的變遷，《再會歡樂今宵》在製作上與過往的《歡樂今宵》有所分別，以每集半小時的預錄節目播出，但會保持《歡樂今宵》的風格；《再會歡樂今宵》將播出過往《歡樂今宵》的片段，並邀請一眾在當年參演過的藝人，分享扮演經典角色的心得和趣事，以令觀眾勾起昔日的回憶。

## 每集節目內容
| 播映日期及集次、 主持及演出嘉賓 | 節目內容 | 備註 |
| 10月22日（第1集）： 主持：汪明荃、崔建邦                                                                                           | *崔建邦訪問現場觀眾最喜愛的《歡樂今宵》環節 *汪明荃簡介《歡樂今宵》的歷史 *沈殿霞在其女兒鄭欣宜陪同下接受錄影訪問，講述自己的病情 *訪問無綫電視劇集監製李添勝，談當年參演《歡樂今宵》的感受和趣事 *新版《阿茂正傳》：探討清潔工人外判與最低工資立法問題 *新版《怪招》：討論港股升破三萬點、張文新醉駕事件及重陽節山火問題 *《激光旋律》：關菊英獻唱《狂潮》主題曲 *幸運星                                                                                  |      |
| 10月23日（第2集）： 主持：汪明荃、崔建邦                                                                                           | *幸運星 |      |
| 10月24日（第3集）： 主持：鄭裕玲、崔建邦 演出：朱咪咪、麥長青 吳家樂、姚嘉妮、李綺雯 嘉賓：羅蘭、方伊琪 盧大偉                     | *重播1960年代香港市民生活片段 *羅蘭、盧大偉專訪，期間重播1984年《中坑三人組》及1977年《大鄉里》片段 *新版《大鄉里》 *重播《701服務公司》片段 *新版《701服務公司》：討論十二年免費教育及小巴超速問題 *《激光旋律》：方伊琪獻唱《小島高飛》，期間播出1980年韓國特輯 *幸運星 |      |
| 10月25日（第4集）： 主持：鄭裕玲、崔建邦 演出：朱咪咪、吳家樂 譚小環、姚嘉妮 張美妮、李思欣 寧俊、卓躒、柯嵐 嘉賓：羅蘭、盧大偉    | *重播1980年代香港市民生活片段及《歡樂今宵》旅遊特輯片段 *專訪羅蘭、盧大偉談錄影廠外拍攝的情況 *重播1979年《羊城賀歲萬家歡》及1987、88及91年《星光閃聚吉隆坡》片段 *新版《多咀街》 *重播1987年《星光閃聚吉隆坡》內搞笑版《倚天屠龍記》片段 *新版《倚天屠龍記》 *重播1987年《星光閃聚吉隆坡》萬梓良、鄭裕玲合唱《婚紗背後》片段 *幸運星 |      |
| 10月26日（第5集）： 主持：汪明荃、崔建邦 梅小惠、胡楓                                                                              | *四名主持談最喜愛的《歡樂今宵》經典環節 *經典重溫：1971年李小龍首次上《歡樂今宵》 *經典重溫：1986年曾志偉、李香琴在《忍笑劇場》中演出《流氓大班》 *經典重溫：1993年鄭秀文在《自我推介》中作自我介紹 *經典重溫：1988年周星馳獻唱《我是中國人》 *經典重溫：1984年梅艷芳、楊盼盼合演《鳳閣恩仇末了情》 *沈殿霞錄影講話：介紹鄭欣宜新曲《連心》的由來 *首播鄭欣宜及劉家昌新曲《連心》音樂錄影片段 *重播1990年《歡樂今宵六千次》晚安歌                      |      |
| 10月29日 第6集： | *幸運星 |      |
| 10月30日 第7集： | *幸運星 |      |
| 10月31日（第8集）： 主持：鄭裕玲、崔建邦 嘉賓：廖偉雄 演出：朱咪咪、安德尊 阮兆祥、吳家樂 羅君左、胡楓 姚嘉妮、李綺雯 柯嵐、曾婉莎 | *主題：2007勁多積蓄歌星頒獎禮 *鄭裕玲訪問廖偉雄當年扮演不同歌星時的經歷 *重播1987及1988年《金像獎歌曲頒獎典禮》及1989年《全城起舞紅人歌唱大賽片段》 *頒發「勁多積蓄男歌星獎」：許半傑《最緊要好搵》頒獎嘉賓:許半文 *鄭裕玲訪問廖偉雄當年扮演不同歌星時的感受 *重播1984年《西京音樂節》及1986年至1989年歡樂今宵片段 *頒發「勁多積蓄女歌星獎」：楊千萬《大城小市》頒獎嘉賓:D臣 *頒發「勁多積蓄精神獎」：廖偉雄 *重播1987年《金像獎歌曲頒獎典禮》 *幸運星 |      |
| 11月1日（第9集）： 主持：鄭裕玲、崔建邦 嘉賓：廖偉雄 演出：鄭裕玲、安德尊 王祖藍、魯振順 鄧兆尊、胡楓 姚嘉妮、李綺雯               | *主題：八卦法庭2007 *重播1987及1988年《金像獎歌曲頒獎典禮》及1999年歡樂今宵片段 *重播1989年歡樂今宵片段 *重播1997及1999年《八卦法庭》片段 *新版《八卦法庭》 *重播1989年《超級八卦法庭》片段 *幸運星 |      |
| 11月2日（第10集）： | |      |
| 11月5日（第11集）： | *幸運星 |      |
| 11月6日（第12集）： | *幸運星 |      |
| 11月7日（第13集）： | |      |
| 11月8日（第14集）： | |      |
| 11月9日（第15集）： | |      |
| 11月12日（第16集）： | |      |
| 11月13日（第17集）： | |      |
| 11月14日（第18集）： 主持：鄭裕玲、崔建邦 演出：朱咪咪、鄧兆尊 嘉賓：薰妮                                                          | *重播歡樂今宵電視劇《封神榜》、《七彩如來神掌》 *重播歡樂今宵電視劇《屈原》、《武林聖火令》、《觀世音》、《季節》、《鍾無艷》 *重播1979年《第一屆電影頒獎禮》（播出《鬼叫艾曼蓮》、《咸豆成熟時》） *重播1980年《第一屆電影頒獎禮》（播出《時光返頭七十年》） *激光幻影：薰妮獻唱《夢》（期間出播1983年《明愛星輝暖萬家》片段） *重播1990年《歡樂今宵六千次》晚安歌                                                                                    |      |
| 11月15日（第19集）： 主持：汪明荃、崔建邦 嘉賓：劉曉彤、蔣志光                                                                     | 重播《我係maria》 *重播1990年《歡樂今宵六千次》晚安歌 |      |
| 11月16日（第20集）： | |      |

## 節目環節

### 常設環節
- 嘉賓訪問：

- 旋律：

- 幸運星：

- 晚安歌：

### 特備環節
- 阿茂正傳：

- 怪招：

- 阿通正傳：

- 大鄉里：

- 701服務公司：

- 多咀街：

- 倚天屠龍記：

## 收視
以下為本節目於香港無綫電視翡翠台之收視紀錄：
| 週次 | 集數  | 日期                    | 平均收視 | 最高收視 |
| ---- | ----- | ----------------------- | -------- | -------- |
| 1    | 1-5   | 2007年10月22日-10月26日 | 21點     |          |
| 2    | 6-10  | 2007年10月29日-11月2日  | 22點     |          |
| 3    | 11-15 | 2007年11月5日-11月9日   | 21點     |          |
| 4    | 16-20 | 2007年11月12日-11月16日 | 22點     |          |

## 作品的變遷
| 香港 無綫電視翡翠台 星期一至五 22:35-23:05                                                                        | 香港 無綫電視翡翠台 星期一至五 22:35-23:05  | 香港 無綫電視翡翠台 星期一至五 22:35-23:05 |
| --- | ------------------------------------------- | ------------------------------------------ |
| | 再會歡樂今宵 （2007.10.22 - 2007.11.16）    |                                            |
| 味分高下 星期一 22:35-23:05 （2007.9.24 - 2007.10.15） 味分高下 星期二至五 22:35-23:05 （2007.8.28 - 2007.10.19） | 無綫盛世節目2008 22:35-23:05 （2007.11.19） |                                            |